# Pokémon (spilserie)
Pokémon er en spilserie udviklet af Game Freak og udgivet af Nintendo og The Pokémon Company som del af Pokémon-mediefranchiset. De første spil, skabt af Satoshi Tajiri med hjælp fra Ken Sugimori, blev udgivet på Gameboy i 1996 i Japan, og hovedserien, også kaldet "kerneserien" af spillenes udviklere, er fremadrettet fortsat på hver generation af Nintendos håndholdte konsoller.
Spillene har typisk været udgivet i grupper af tre med to spil med mindre forskelle, der udgives på samme tid, samt en tredje version, som tilføjer forbedringer og nyt indhold til de oprindelige to spil. Senere generationer har set både to og ingen forbedret udgave. I tredje generation begyndte en trend, hvor tidligere spil blev genskabt på det nye hardware omkring ti eller flere år efter deres oprindelige udgivelse. Mens hovedserien består af rollespil, så er mange spin-off-spil baseret på TV-serien blevet lavet, som blandet andet action-rollespil, puzzle-spil og kamp-spil.
Den 24. november 2017 blev det meddelt at over 300 millioner Pokémon-spil er blevet solgt verden over, hvis man inkluderer spin-off-spil, spredt ud over 76 titler på både håndholdte og stationære konsoller. Dette har gjort Pokémon til den anden bedst-sælgende videospil-franchise lige efter Nintendos egen Mario-franchise. Derudover er Pokémon verdens største medie-franchise med succesfulde anime-serier, film, og merchandise. Mobilspillet Pokémon Go er blevet downloadet mere end én milliard gange verden over.

## Generationer
Alle spil i Pokémon-franchiset er i grove træk opdelt i generationer. Disse generationer er mere eller mindre en kronologisk opdeling efter udgivelse; efter et par år kommer der nye spil i hovedserien, som har adskillelige nye Pokémon, nye gameplay-koncepter, foregår i en ny region, har nye karakterer og en ny historie, hvorved det betragtes som værende en ny generation. Hovedserien af Pokémon-spil, spin-off-spil, animeen, manga, og kortspillet bliver alle opdateret med de nye elementer, som bliver introduceret i disse spil. Visse Pokémon fra nyere spil blev vist frem i TV-serien eller filmene måneder, hvis ikke år, inden at de spil de blev lavet til udkom. Den første generation begyndte i Japan med Pokémon Red og Pokémon Green, der blev udgivet til Nintendos Game Boy-konsol. Fra og med 2023 er der ni forskellige generationer i serien. De nyeste spil i hovedserien, Pokémon Scarlet og Violet, påbegyndte den niende og seneste generation, da de blev udgivet over hele verden den 18. november 2022 på Nintendo Switch-konsollen.

### Første generation
De første Pokémon-videospil der udkom, og gjorde Pokémon til et verdensfænomen, var Pokémon Red og Green, der udkom i Japan i 1996. Disse to spil blev senere fulgt op af et tredje spil Pokemon Blue senere samme år. Da spillene skulle udgives internationalt, valgte man at bygge de internationale versioner op omkring Pokemon Blue, der jo var det nyeste. De internationale versioner kom derfor til at hedde Pokémon Red og Pokémon Blue og disse kom til USA i 1998 og Europa i 1999. Pokémon Green blev aldrig udgivet uden for Japan, så derfor er der ikke ret mange der kender til denne version. Spillene blev udgivet til Nintendos håndholdte spillekonsol Game Boy og bliver ofte omtalt som den 1. generation af Pokémon-videospil.
I 1998 blev en fjerde version af spillet udgivet under navnet Pokémon Yellow. Dette spil ligner Blue og Red meget, men blev lavet til at efterligne den populære anime-tegnefilmsserie, idet man kun kan vælge Pikachu som sin starter-Pokémon, ligesom Ash i serien, og senere hen får mulighed for at fange de tre starter-Pokémon fra Blue og Red. Visse figurer fra TV-serien dukker også op senere i spillet, for eks. Jessie, James og Meowth fra Team Rocket. Det blev udviklet til Nintendos spillekonsol Game Boy Color og udkom i USA i 1999 og i Europa i 2000.
Samtlige versioner udspiller sig i samme region, nemlig Kanto-regionen, og eventyret spilleren skal igennem er groft sagt det samme. Forskellen på versionerne er hvilke Pokémon det er muligt at fange, og hvilke starter-Pokémon man kan vælge imellem, idet man som sagt kun har mulighed for at vælge Pikachu, som en særlig starter-Pokémon i Pokémon Yellow.
Spillene indeholder i alt 151 Pokémons, med Mew som den hemmelige og sværttilgængelige nummer 151, som man kun kan anskaffe sig ved hjælp af en Nintendo Event uden at snyde. Bergsala, den nordiske distributør af Pokémon, stod for sådan en event, hvor et begrænset antal Mew's blev uddelt til dem der mødte op til eventet.

### Anden generation
Den anden generation af Pokémon-videospillene består af de to spil Pokémon Gold og Silver samt opfølgeren Pokémon Crystal. Spillene foregår 3 år efter 1. generationsspillene, hvad der også giver sig til udtryk i spillets handling, idet visse begivenheder fra Blue og Red bliver refereret til løbende.
Alle tre spil er udgivet til Game Boy Color i henholdsvis 1999 og 2000 i Japan, 2000 og 2001 i USA, og alle tre spil i 2001 i Europa, men mens Pokémon Silver og Pokémon Gold både kan spilles på den originale Gameboy og Gameboy Color, kan Pokémon Crystal kun spilles på Game Boy Color. I de tre spil udvides Pokémon-bestanden til 251 forskellige Pokémons – de første 151 er også tilgængelige her. I spillene foregår handlingen både i regionerne Kanto og Johto, idet spilleren starter sit eventyr i Johto, og har mulighed for at besøge Kanto senere hen i spillet.
Forskellen på de 3 versioner er, ligesom i 1. generation, hvilke Pokémon man kan møde, men Crystal-udgaven indeholder også den mulighed at kunne vælge en pige som personen man følger. Den valgmulighed er senere blevet en fast del af spillene fremadrettet.

### Tredje generation
Pokémon Ruby og Sapphire og Pokémon Emerald blev udgivet i henholdsvis 2002 og 2004 i Japan, og 2003 og 2005 i både USA og Europa. Disse 3. generationsspil er de første spil i serien til spillekonsollen Game Boy Advance, inkluderede yderligere 135 nye Pokémon til serien og foregår i regionen Hoenn, dog er der ikke længere mulighed for at fange samtlige af de kendte Pokémon i disse spil men kun et bestemt udpluk af dem.
I år 2004 udkom der en forbedret genudgivelse af 1. generationsspillene Pokémon Red og Pokémon Green (Blue uden for Japan) under titlerne Pokémon FireRed og LeafGreen, der gør det muligt at anskaffe de resterende Pokémon man mangler fra Ruby, Sapphire og Emerald.

### Fjerde generation
I 2006 udkom Pokémon Diamond og Pearl i Japan. De er de første spil i serien der blev udgivet til den, på daværende tidspunkt, nye spillekonsol Nintendo DS. De blev udgivet i 2007 i USA og Europa. De blev senere fulgt op af et tredje spil, Pokémon Platinum, der blev udgivet i 2008 i Japan og i 2009 i USA og Europa. Spillene foregår i Sinnoh-regionen og foregår nogle år efter 3. generations-spillene. Bestanden af Pokémon steg endnu engang, nu kom den op på 493, og man fortsatte med kun at kunne fange et udpluk af alle de kendte Pokémon. Pokémon Diamond, Pokémon Pearl og Pokémon Platinum udgør 4. generation af Pokémon-videospillene.
I 2009 udkom Pokémon Heart Gold og Soul Silver i Japan og i 2010 i USA og Europa. Disse spil er en forbedret genudgivelse af 2. generationsspillene Pokémon Gold og Silver, der, ligesom de sidste genudgivelser, gør det muligt at fange de Pokémon man mangler fra Diamond, Pearl og Platinum.

### Femte generation
I 2010 blev Pokémon Black og White udgivet i Japan. Disse spil blev også udgivet til spillekonsollen Nintendo DS, og udkom i USA og Europa i 2011. De fik begge en opfølger i form af Pokémon Black 2 og White 2, der udkom i både Japan, USA og Europa i 2012. Antallet af Pokémon er steget endnu en gang med hele 156, hvilket er det største antal af nye Pokémon til dato - også inklusiv 1. generation. I de første to spil har man kun mulighed for at fange de nye Pokémon, men da der var heftig kritik over dette, blev de sidste to spil udgivet for at genintroducere de gamle Pokémon tilbage til spillene. Pokémon Black og White 1 og 2 udgør tilsammen den 5. generation af videospillene.

### Sjette generation
Den sjette generation består af Pokémon X og Y, der udkom i oktober 2013 verden over, hvilket markerer første gang at spillene har set en samlet udgivelsesdato verden over. Det var de første spil i hovedserien der blev udgivet til Nintendo 3DS'en. Spillene foregår i Kalos-regionen og inkluderer 72 nye Pokémon, hvilket, i kontrast til den tidligere generation, er det laveste antal nye Pokémon til dato.
I 2014 udkom desuden en genudgivelse af 3. generationsspillene Ruby og Sapphire under titlerne Pokémon Omega Ruby og Alpha Sapphire.

### Syvende generation
Den syvende generation består af Nintendo 3DS-spillene Pokémon Sun og Moon, der udkom i 2016, deres efterfølgere fra 2017, Pokémon Ultra Sun og Ultra Moon, samt Pokémon: Let's Go, Pikachu! og Let's Go, Eevee! der er en genudgivelse af Generation 1-spillet Pokémon Yellow, men med den ekstra mulighed at man nu kan vælge, om man vil starte med Pikachu eller Eevee, der tidligere kun var reserveret for éns rival. Disse to spil blev udgivet i 2018 og er bemærkelsesværdige i, at det var de første spil i hovedserien der blev udgivet til den nye spillekonsol Nintendo Switch, hvilket giver den måske lidt underlige effekt i at denne generation altså derfor indeholder spil udgivet til to forskellige konsoller og dermed ikke kan interagere med hinanden på samme måde som de andre generationer.
Denne generation inkluderede yderligere 81 nye Pokémon.

### Ottende generation
Den ottende generation består af Nintendo Switch-spillene Pokémon Sword og Shield fra 2019, der også introducerede 81 nye Pokémon til spilserien. I stedet for en decideret efterfølger eller en genudgivelse, blev det valgt at man i stedet kan downloade ekstra indhold til spillene online i form af en Expansion Pass. Denne Expansion Pass blev gjort tilgængelig året efter, i 2020. Noget andet bemærkelsesværdigt ved denne generation er, at man for første gang i spilseriens historie ikke længere har mulighed for at fange alle Pokémon på noget tidspunkt overhovedet, hvilket blev mødt med voldsom kritik og trusler om Boycott i nogle områder.
I 2021 blev en genudgivelse af 4-generationsspillene Diamond and Pearl udgivet, Pokémon Brilliant Diamond og Shining Pearl. Det sidste spil i den ottende generation der så dagens lys var Pokémon Legends: Arceus fra 2022, der udspiller sig i Sinnoh-regionen for mange mange år tilbage, da den hed Hisui-regionen, og handler om spillerkarakteren der bliver transporteret tilbage i tiden til Sinnoh under mystiske omstændigheder.

### Niende generation
18. november 2022 blev de helt nye Pokémonspil udgivet, nemlig Pokémon Scarlet og Violet til Nintendo Switch. Disse spil introducerer Paldea-regionen og 107 nye Pokémon.